# نجع سعید، قنا
نجع سعید (به عربی: نجع سعيد)، روستایی از توابع دشنا در استان قنا و کشور مصر است.

## جمعیت
براساس سرشماری سال ۲۰۰۶ مصر، جمعیت آن ۱۱۳۵۸ نفر(۵۸۴۲ مرد و  ۵۵۱۶ زن) بوده‌است.